# Un sacchetto di biglie (film 1975)
Un sacchetto di biglie (Un sac de billes) è un film del 1975 diretto da Jacques Doillon.
La pellicola è l'adattamento cinematografico dell'omonimo romanzo del 1973 di Joseph Joffo. Nel 2017 ne fu fatto un remake per la regia di Christian Duguay.

## Trama
In Francia, durante la Seconda guerra mondiale, due giovani fratelli ebrei, Maurice e Joseph Joffo, si trovano costretti a spostarsi da soli verso la zona libera, e, con coraggio, intelligenza ed intraprendenza cercare di sfuggire agli occupanti nazisti nel tentativo di sopravvivere all'Olocausto e di riunirsi alla propria famiglia.

## Produzione
Il film è stato prodotto in Francia da AMLF, Les Films Christian Fechner, e Renn Productions.

## Distribuzione
Il film è stato distribuito dalla AMLF nelle sale cinematografiche francesi il 10 dicembre 1975.